# Dima Bilan
Dima Bilan (rus: Дмитрий "Дима" Билан, Dmitri "Dima" Bilan) és un cantant rus. Nasqué el 24 de desembre de 1981 a Karatxai-Txerquèssia, i és d'ètnia karatxai. Dima va representar Rússia a Eurovisió 2006 amb la cançó Never Let You Go, i va aconseguir el segon lloc. El 2008 va tornar a participar en el festival, en aquesta ocasió amb la cançó Believe, i es va proclamar guanyador.

## Inicis
Dima Bilan es va donar a conèixer en la seva Rússia natal l'any 2003 i d'allà va saltar a la fama. Després d'obtenir alguns premis MTV en la seva versió europea, també va ser conegut en alguns països europeus, a més de ser ja conegut en les antigues repúbliques soviètiques i a l'Europa de l'Est.

## Participació a Eurovisió
Durant el festival d'Eurovisió de 2006 va representar Rússia amb el tema Never Let You Go, oferint una presentació que li va valer el segon lloc, només darrere del grup finlandès Lordi. En el concurs, va obtenir un total de 248 punts, i quedà a 44 punts de diferència respecte del primer lloc. Tanmateix aquest fou el millor resultat rus de la història d'Eurovisió. Va rebre la màxima puntuació de 12 de part de set països: Armènia, Belarús, Finlàndia, Israel, Letònia, Lituània i Ucraïna. Els únics països dels quals no va rebre punts van ser Mònaco i Suïssa.
El 2008 va tornar a participar en Eurovisió i es va proclamar guanyar amb la cançó Believe.

## Discografia

### Àlbums
- Ia notxnoi khuligan (2003) (Я ночной хулиган - Sóc un hooligan nocturn)
- Na beregú neba (2004) (На берегу неба - A la vora del cel)
- Vrémia-Reka (2006) (Время-река - El temps és un riu)
- Protiv Pravil (2008) (Против правил)

### Senzills
- Ia tebià pómniu (Я тебя помню - Et recordo)
- Eto bila liubov (Это была любовь - Era amor)
- Ti doljnà riàdom bit (Ты должна рядом быть - Hauries d'estar al meu costat)
- Never Let You Go (Mai no et deixaré) (2006)
- Number one fan (2007)
- Believe (2008)
- Safety, juntament amb l'exitosa cantant nord-americana Anastacia (2010)